# Donnersbach
Donnersbach è una frazione di 1 040 abitanti del comune austriaco di Irdning-Donnersbachtal, nel distretto di Liezen (Stiria). Già comune autonomo, il 1º gennaio 2015 è stato fuso con gli altri comuni soppressi di Donnersbachwald e Irdning per costituire il nuovo comune mercato (Marktgemeinde).